# 365375 Serebrov
365375 Serebrov este o planetă minoră (asteroid) din centura de asteroizi. A fost descoperită pe 19 octombrie 2009 la  de Timoer Valerievitsj Krjatsjko⁠(d). 
Obiectul prezintă o orbită caracterizată de o semiaxă mare de 3,0895494626229 UAi, o excentricitate de 0,039655407673888, o înclinație de 15,781925252713 ° în raport cu ecliptica.